# Joseph-Louis Lagrange
Joseph-Louis Lagrange, comte de l'Empire (25. ledna 1736 Turín, Piemont – 10. dubna 1813 Paříž, Francie), původním jménem Giuseppe Lodovico Lagrangia, byl francouzský matematik a astronom italského původu, který významně rozvinul matematickou analýzu, teorii čísel, klasickou a nebeskou mechaniku. Je spoluzakladatelem oblasti matematiky nazývané variační počet. Byl jedním z největších matematiků 18. století, podobně jako Leonhard Euler. Od roku 1797 přednášel na École polytechnique.
Zabýval se astronomií, vypočetl polohu libračních center (Lagrangeových bodů), studoval stabilitu oběžných drah Měsíce a planet sluneční soustavy.

## Ocenění
Lagrange byl členem Královské společnosti, Královské švédské akademie věd a velkodůstojníkem Řádu čestné legie. V roce 1801 byl zvolen zahraničním členem Akademie věd v Göttingenu. V roce 1808 se stal zahraničním členem Bavorské akademie věd.
Jeho jméno nese kráter Lagrange a asteroid (1006) Lagrangea.
Je jedním ze 72 významných mužů, jejichž jméno je zapsáno na Eiffelově věži v Paříži. Pohřben je v Pantheonu.